# Robert F. Marx

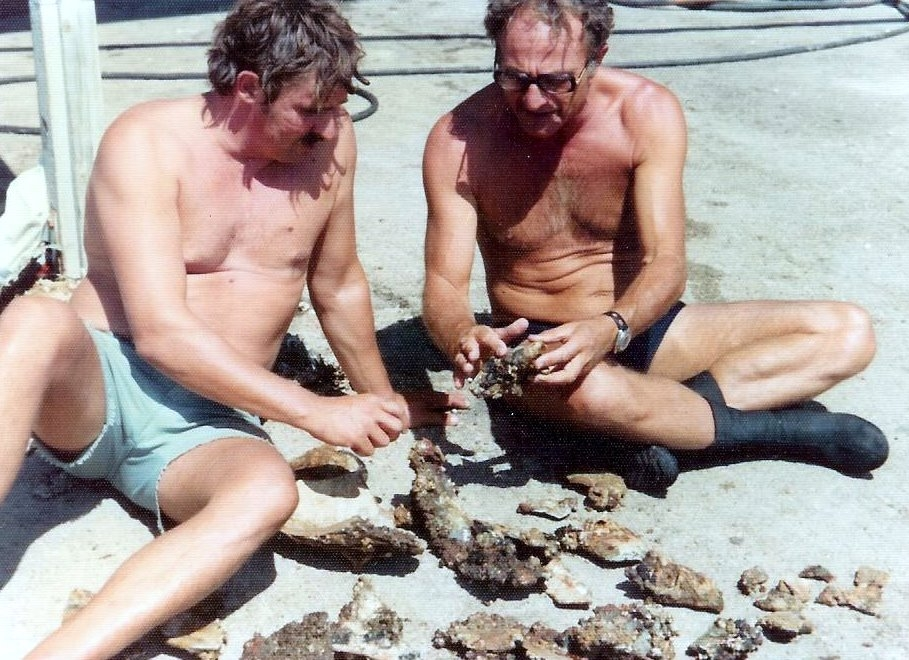
Bob Marx à esquerda com o arqueologista israelense Elisha Linder.

Robert F. Marx (8 de dezembro de 1933) foi um dos mergulhadores estadunidenses pioneiros e foi mais conhecido por seu trabalho com naufrágios e tesouros afundados. Embora seja considerado controverso para suas incursões frequentes e bem sucedidas em caças ao tesouro, seu colega E. Lee Spence descreve Marx como o "verdadeiro pai da arqueologia subaquática".